# Petit-Mesnil
Petit-Mesnil é uma comuna francesa na região administrativa de Grande Leste, no departamento de Aube. Estende-se por uma área de 14,83 km². Em 2010 a comuna tinha 217 habitantes (densidade: 14,6 hab./km²).